# Санкт Гален
Санкт Гален (фр. Saint-Gall, итал. San Gallo) је осми по величини град у Швајцарској. Град је седиште истоименог кантона Санкт Гален, као и његов највећи град и културно и привредно средиште. Град је такође седиште истоименог округа Санкт Гален.

## Природне одлике
Санкт Гален се налази у крајње североисточном делу Швајцарске, близу државне границе са Аустријом (17 км источно). Од најближег већег града, Цириха удаљен је 85 км.
Рељеф: Санкт Гален се налази недалеко од Боденског језера (10 км северно). Налази се на знатној надморској висини од 700 метара, у невеликој долини северног (нижег) дела Апенцелских Алпа.
Клима: Клима у Санкт Галену је оштрија варијанта умерено континенталне климе због знатне надморске висине.
Воде: Град Санкт Гален лежи у долини реке Штајнах, која се улива северно у Боденско језеро. Долина је била мочварног карактера, па је нестабилно тло узроковало посебне прописе за градњу у граду (шипови).

## Историја
Подручје Санкт Галена било је насељено још у време праисторије и старог Рима, али није имало изразитији значај.
Током средњег века Санкт Гален је био много битније насеље. У раном средњем веку (тачније 612. г.) монах Галус је подигао себи испосницу на овом месту. Из ње се у следећем веку изродио манастир, а потом и насеље, које током 10. века добија назнаке града, да би градска права добило 1311. године. Током већег дела средњег века град је био у оквиру Светог римског царства као полузависна град-држава.
1451. године Санкт Гален се придружио Швајцарској конфедерацији.
1526. године становништво града примило је протестантску веру, мада се манастир задржао у рукама Ватикана.
Током 19. века Санкт Гален се нагло развија. Ово благостање се задржало до дан-данас.

## Становништво
2008. године Санкт Гален је имао око 72.000 становника или исто као на почетку прошлог века. Од тога приближно 27,5% су страни држављани.
Језик: Швајцарски Немци чине традиционално становништво града и немачки језик је званични у граду и кантону. Међутим, градско становништво је током протеклих неколико деценија постало веома шаролико, па се на улицама Санкт Галена чују бројни други језици. Тако данас немачки говори 83,0% градског становништва, а прати га италијански.
Вероисповест: Месни Немци су у 16. веку прихватили протестантизам. Међутим, последњих деценија у граду се знатно повећао удео римокатолика. Данашњи верски састав града је: римокатолици 44,0%, протестанти 27,0%, атеисти 10,0%, муслимани 6,7%, православци 2,1%.

## Привреда
Санкт Гален је некада важио за велики индустријски град не само за дати кантон него и за целу Швајцарску. Међутим, протеклих деценија индустрија се постепено повукла пред услужним и управним делатностима.
Саобраћај: Кроз Санкт Гален пролази ауто-пут А1, који спаја западну Швајцарску са истоком Швајцарске. У близини Санкт Галена постоји један аеродром. Његова железничка станица је веома важна за источну Швајцарску. Од града саобраћају возови према Аустрији и за Немачкој.

## Знаменитости града
Санкт Гален поседује старо градско језгро са бројним лепим улицама, малим трговима, старим црквама и зградама, као и бројна управна и културна здања. У граду постоји 28 здања која се воде као културна добра од националног значаја.
Од свих грађевина у граду требало би издвојити манастир Светог Галуса и друге градске цркве, који граду дају карактер верског и ходочасничког средишта.
Град има и веома занимљиве музеје (укупно 6).

## Галерија слика
- Црква некадашњег манастира светог Галуса
- Унутрашњост катедрале
- Старе градске куће
- Савремене пословне зграде